# Dåva kraftvärmeverk

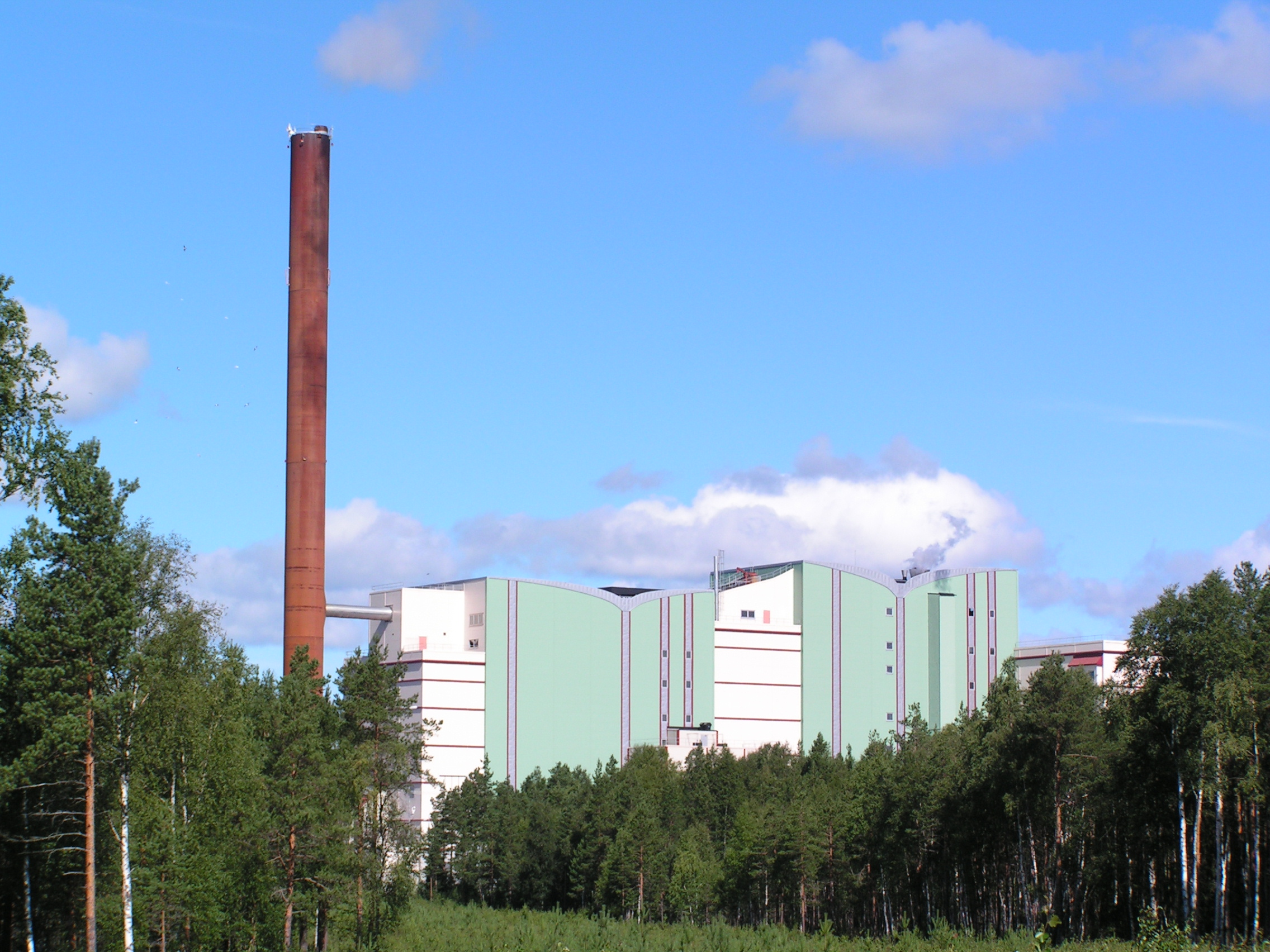
Dåva kraftvärmeverk fotat från vägen mellan Tväråmark och E4.

Dåva kraftvärmeverk är ett kraftvärmeverk som ligger vid Dåvamyrans industrideponi, cirka 9 km nordost om Umeå centrum. Verket började byggas 1998 och togs i drift år 2000. Verket – som hanterar cirka 700 000 ton gods per år, motsvarande närmare 300 lastbilstransporter per dygn  – har en samlad effekt på 170 megawatt, inkluderad fjärrvärme och 15 megawatt för elproduktion (70 GWh/år). Förbränningskapaciteten är 75 ton per timme (40 bar och 400 °C) där avfall är det huvudsakliga bränslet. Ägare är det kommunala bolaget Umeå Energi.

## Bakgrund
År 1964 beslutade stadsfullmäktige i Umeå att ett bolag för sopförbränning skulle bildas på grund av ett växande sopberg och luftföreningar orsakade av oljepannor. I februari 1970 togs den första avfallspannan på Ålidhems värmeverk i drift av detta bolag.
År 1993 kom EU-förordningen EMAS (Eco Management and Audit Scheme) och nya lagar om deponiskatt och förbud mot deponering av brännbart avfall var väntade. I samband med detta planerades en större sopförbränningsanläggning utanför staden. Platsen blev Dåvamyran vid Dåva industrideponi som då var Umeå kommuns industrideponi sedan 1974.
År 2019 beviljades Dåva företagspark 37 miljoner kronor från EU för att bygga en järnvägsterminal, som kommer att anslutas till den planerade Norrbotniabanan.

## Anläggningen
Dåva kraftvärmeverk har en rosterpanna på cirka 65 megawatt från von Roll och är byggd att klara en bred bränslemix. Rökgasreningen sker i flera steg; slangfilter, surskrubber, SO2-skrubber och rökgaskondensering. I surskrubbern avskiljs rester av oreagerat ammoniak som återförs till pannan. I rökgaskondenseringen återvinns värme och processvatten med hjälp av kompressorvärmepumpar, en teknik som var den första av sitt slag i Sverige. Värmen går till fjärrvärmenätet och vattnet återanvänds i ett tidigare reningssteg.
Under 2004 deponerades 7 300 ton flygaska och 20 ton bioaska på anläggningen. Övrig bioaska, 6 900 ton och samt 4 200 ton bottenslagg användes som konstruktionsmaterial.

## Greenpeaceockupationen
I december 1999 tog Greenpeace lakvattenprover från dräneringssystemet under den deponerade askan vid Dåvamyrans industrideponi och fann spår av bland annat dioxiner, furan, klorfenoler, bensen, etylbensen och PCB. Greenpeace menade att detta "tydligt visar att organiska gifter läcker ut ur askorna".
I april 2000 blockerade 20 Greenpeaceaktivister infarten till Dåva och ockuperade skorstenen i sju dygn. Greenpeace krävde att Umeå Energi ska överge sina planer på ökad förbränning av sopor, och att riksdagen utvecklar en plan för avveckling av sopförbränning. Fem aktivister avlägsnades från skorstenen av polisen.
Professor Stellan Marklund, miljökemist vid Umeå universitet, menar att Greenpeace tolkat provanalysen fel och att det är samma halter dioxin i nedfallande snö och regn. Han säger att "påståendet om att analysen ger bevis för urlakning av askan stämmer inte".
De fem Greenpeaceaktivister som ockuperade skorstenen dömdes vid Umeå tingsrätt den 21 maj 2002 till 100 dagsböter vardera för egenmäktigt förfarande.

## Dåva 2
I september 2005 beslutade Umeå Energi om ytterligare en produktionsenhet vid Dåva, en investering på cirka 900 Mkr. En ökad efterfrågan på fjärrvärme som förväntas fortsätta att öka i framtiden, förbättrade miljöprestanda och bättre leveranssäkerhet ligger bakom beslutet. Med Dåva 2 blir den samlade kapaciteten för Dåva kraftvärmeverk mer än fördubblad, från dagens 65 megawatt till 170 megawatt. Dåva 2 kommer installeras med en fluidbäddpanna som eldas med biobränsle, så som grot, flis, torv med mera, som i huvudsak tas från regionen. Dåva 2 är en egen produktionslinje men delar driftcentral och skorsten med Dåva 1. Dåva 2 stod klart för drift år 2010.